# George Gruntz
George Gruntz (Basilea, 24 de junio de 1932 – 10 de enero de 2013) fue un pianista, organista, teclista y compositor de jazz suizo conocido por su banda, la George Gruntz Concert Big Band, y sus trabajos con Phil Woods, Rahsaan Roland Kirk, Don Cherry, Chet Baker, Art Farmer, Dexter Gordon, Johnny Griffin y Mel Lewis. Entre 1972 y 1994, fue director artístico del JazzFest Berlin.

## Discografía
Como líder
- Mental Cruelty: The 1960 Jazz soundtrack (Atavistic Unheard) (1960)
- Bach Humbug! Or Jazz Goes Baroque (1964)
- Jazz Goes Baroque (1964)
- Jazz Goes Baroque 2 – The Music of Italy  (1965)
- Noon in Tunisia (1967)
- Drums and Folklore: From Sticksland with Love  (1967)
- Saint Peter Power (1968)
- The Band – The Alpine Power Plant (1972)
- 2001 Keys – Piano Conclave (1973)
- Monster Sticksland Meeting Two – Monster Jazz (1974)
- Eternal Baroque (1975)
- The Band (Recorded Live at the Zürich Schauspielhaus)  (1976)
- Percussion Profiles (1977)
- The George Gruntz Concert Big Band with Elvin Jones (1978)
- Live at the "Quartier Latin" Berlin (1980)
- Theatre (ECM) (1983)
- Living Transition. With Radio Big Band Leipzig (1986)
- Happening Now (HatHut) (1987)
- First Prize (Enja) (1989)
- Serious Fun (Enja) (1989)
- Blues 'n Dues Et Cetera (Enja)  (1989)
- Beyond Another Wall (TCB) (1992)
- Cosmopolitan Greetings (1992)
- Big Band Record (Gramavision) (1994)
- Mock-Lo-Motion (TCB)  (1995)
- Liebermann (TCB)  (1998)
- Merryteria (TCB)  (1998)
- Live at JazzFest Berlin (1999)
- Expo Triangle (2000)
- Global Excellence (TCB)  (2001)
- The Magic of a Flute (2003)
- Ringing the Luminator (ACT) (2004)
- Tiger by the Tail (TCB)  (2005)
- Pourquoi pas? Why Not? (2007)
- Matterhorn Matters (2010)
- Dig My Trane – Coltrane's Vanguard Years (1961–1962) (2012)

|}
Fuentes:

### Recopilatorios
- Sins'n Wins'n Funs – Left-cores and Hard-core En-cores, 1981–1990 (Compilation, released 1996)
- The MPS Years, 1972–1981 (Compilation, released 1996)
- Renaissance Man a.k.a. 30 + 70: The One Hundred Years of George Gruntz, 1961–2000 (Compilation, released 2002)

### Como miembro de banda
With Franco Ambrosetti
- Close Encounter (Enja, 1979)